# Équipe cycliste Swift Carbon Brasil
L'équipe cycliste Swift Carbon Brasil est une équipe cycliste brésilienne, ayant le statut d'équipe continentale depuis 2022.

## Principales victoires

### Championnats nationaux
- Championnats du Brésil sur route : 1
  - Course en ligne : 2023 (Caio Godoy)
- Championnats du Chili sur route : 1
  - Contre-la-montre : 2023 (José Luis Rodríguez Aguilar)

## Classements UCI
L'équipe participe aux épreuves des circuits continentaux et en particulier de l'UCI America Tour. Le tableau ci-dessous présente les classements de l'équipe sur ce circuit, ainsi que son meilleur coureur au classement individuel.
UCI America Tour
| UCI America Tour | UCI America Tour       | UCI America Tour                          | UCI America Tour |
| Année            | Classement par équipes | Meilleur coureur au classement individuel |                  |
| ---------------- | ---------------------- | ----------------------------------------- | ---------------- |
| 2022             | 16e                    | Cristian Egídio (67e)                     |                  |
| 2023             | 8e                     | -                                         |                  |
|                  |                        |                                           |                  |
| Source : UCI     |                        |                                           |                  |

L'équipe est également classée au Classement mondial UCI qui prend en compte toutes les épreuves UCI et concerne toutes les équipes UCI.
| Classement mondial | Classement mondial     | Classement mondial                        | Classement mondial |
| Année              | Classement par équipes | Meilleur coureur au classement individuel |                    |
| ------------------ | ---------------------- | ----------------------------------------- | ------------------ |
| 2022               | 150e                   | Cristian Egídio (737e)                    |                    |
| 2023               | 87e                    | Caio Godoy (719e)                         |                    |
| 2024               | -                      | Alessandro Guimarães (981e)               |                    |
|                    |                        |                                           |                    |
| Source : UCI       |                        |                                           |                    |

## Swift Carbon Pro Cycling Brasil en 2022[1]
| Cycliste              | Date de naissance | Nationalité | Équipe 2021                                        |  |
| --------------------- | ----------------- | ----------- | -------------------------------------------------- |  |
| Rafael Andriato       | 20 octobre 1987   | Brésil      | São Francisco Saúde-SME Ribeirão Preto (2020)      |  |
| Luiz Cocuzzi          | 2 août 1993       | Brésil      |                                                    |  |
| Cristian Egídio       | 4 septembre 1987  | Brésil      | São Francisco Saúde-SME Ribeirão Preto (2019)      |  |
| Rafael De Paula       | 15 juillet 1998   | Brésil      |                                                    |  |
| Orlando de Sousa Neto | 23 mai 2002       | Brésil      |                                                    |  |
| Pierre de Tarde       | 18 avril 1984     | France      |                                                    |  |
| Kacio Fonseca         | 13 mai 1994       | Brésil      |                                                    |  |
| Otávio Gonzeli        | 27 février 2002   | Brésil      |                                                    |  |
| Magno Nazaret         | 17 janvier 1986   | Brésil      | Sindicato de Empleados Públicos de San Juan (2020) |  |
| Vicente Rojas         | 30 avril 2002     | Chili       |                                                    |  |
| João Pedro Rossi      | 2 octobre 1999    | Brésil      | São Francisco Saúde-SME Ribeirão Preto (2020)      |  |
| Diogo Sclebin Costa   | 6 mai 1982        | Brésil      |                                                    |  |